# Michele Barozzi
Francesco Giovanni Baldassarre Michele Barozzi (Milano, 6 maggio 1795 – 24 agosto 1867) è stato un funzionario italiano.

## Biografia
Funzionario milanese, venne incaricato del ruolo di responsabile delle "Pie case di ricovero" cittadine, tra cui il Pio Albergo Trivulzio. I progressi organizzativi ottenuti con la sua gestione, indussero la "Commissione dei beni cittadini", ad affidargli nel 1836 lo studio per fondare nel territorio il primo Istituto per ciechi. Nominato presidente, si prodigò, a partire dal 1842, per l'importazione e lo sviluppo del nato metodo Braille. Introdusse lettere a stampa non più lineari ma marcate a punti secondo il metodo dell austriaco Johann Wilhmen Klein. Morì a causa del colera nel 1867.